# Victor Brecheret

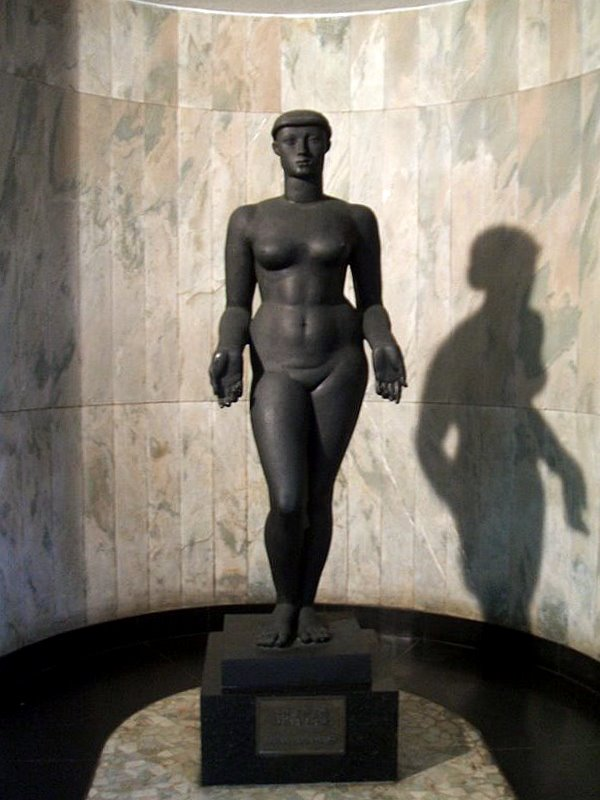
A Kecsesség szobra, Prestes Maia galéria, São Paulo

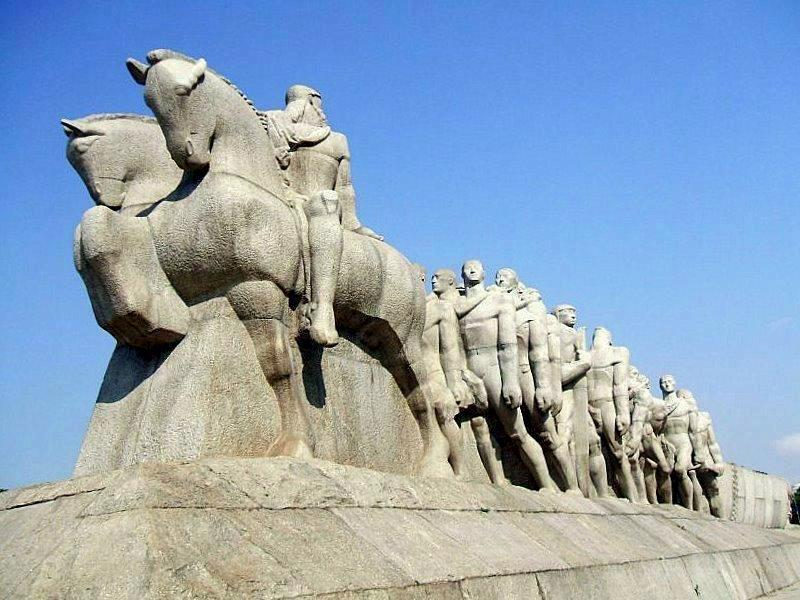
Bandeiranték, szoborcsoport (São Paulo)

Victor Brecheret (Farnese, Lazio, 1894. február 22. – São Paulo, 1955. december 17.) olasz-brazil szobrász. 

## Életútja, munkássága
Élete nagy részét São Paulóban töltötte, kivéve a húszas életéveiben Párizsban töltött tanulmányútját, itt hatással volt rá Auguste Rodin és Emile-Antoine Bourdelle művészete.
Brecheret munkássága ötvözi az európai modernista szobrok technikáját a brazil népművészetre való hivatkozásokkal. Sok művének tárgya a Biblia valamely alakja, vagy a görög mitológia szereplői.
Brecheret egyike volt az első brazil modernistáknak, akik sikert arattak. 1921-ben Éva című szobra São Paulo városházába került. 1922-ben munkáit kiállították a városi színház előcsarnokában, A modern művészet hete időszaka alatt (Semana de Arte Moderna). O Grupo című munkáját 1934-ben a francia kormány vásárolta meg a „Galerie nationale du Jeu de Paume” számára; a művet később La Roche-sur-Yon könyvtárába szállították, ahol ma is található. Legismertebb munkája a Monumento às Bandeiras című monumentális szoborcsoport, ami az Ibirapuera parkban található, São Paulóban. A szobor tervét 1920-ban javasolta, a munkák 1936-ban kezdődtek, és 1953. január 25-én fejeződtek be.
1950-ben és 1952-ben részt vett a Velencei biennálén, az 1951-es São Paulo-i Biennálén díjnyertes munkával szerepelt.

## Születési hely
Hivatalos születési helye São Paulo, de ez vitatott, mert fia, Victor fenntartja a véleményét arról, hogy apja születési helye Farnese, Lazio (Olaszország).
A bizonytalanság Brecheret fia és lánya közötti jogi vitához kapcsolódik. A hivatalos születési anyakönyvi kivonatot 1930-ban állították ki Brecheret kérésére, aki akkor 36 éves volt.

## Bibliográfia
- Peccinini, Daisy; Brecheret - A Linguagem das Formas; São Paulo: Ed.Instituto Victor Brecheret, 2004.

## Fordítás
- Ez a szócikk részben vagy egészben  a   Victor Brecheret című angol Wikipédia-szócikk fordításán alapul.  Az eredeti cikk szerkesztőit annak laptörténete sorolja fel. Ez a jelzés csupán a megfogalmazás eredetét és a szerzői jogokat jelzi, nem szolgál a cikkben szereplő információk forrásmegjelöléseként.